# Bromowodór
Bromowodór – nieorganiczny związek chemiczny, połączenie bromu i wodoru, bezbarwny gaz, mocno dymiący w powietrzu. Jest analogiem chlorowodoru. Ma właściwości redukujące.

## Otrzymywanie

### Skala przemysłowa
Bromowodór (a także kwas bromowodorowy) jest wytwarzany w znacznie mniejszych ilościach niż chlorowodór (oraz kwas chlorowodorowy). W podstawowej metodzie przemysłowej wodór i brom są używane do bezpośredniej syntezy HBr w temperaturze 200–400 °C. Reakcja ta jest na ogół katalizowana na platynie lub azbeście.

### Skala laboratoryjna
HBr może być syntetyzowany na wiele sposobów w laboratoryjnej skali. Na przykład można go otrzymać przez destylację roztworu bromku sodu lub potasu z kwasem fosforowym lub rozcieńczonym kwasem siarkowym:
2KBr + H
2SO
4 → K
2SO
4 + 2HBr
W reakcji powyższej stężony kwas siarkowy jest nieefektywny, gdyż powstający HBr będzie utleniany do gazowego bromu:
2HBr + H
2SO
4 → Br
2 + SO
2 + 2H
2O
Kwas bromowodorowy może być przygotowany także na kilka sposobów, włączając reakcję bromu zarówno z fosforem i wodą, jak i z siarka i wodą:
2Br
2 + S + 2H
2O → 4HBr + SO
2
Alternatywnie, może być także przygotowany przez bromowanie tetraliny:
C
10H
12 + 4Br
2 → C
10H
8Br
4 + 4HBr
Można również dokonać redukcji bromu kwasem fosfonowym:
Br
2 + H
3PO
3 + H
2O → H
3PO
4 + 2HBr
Przygotowany w ten sposób bromowodór może być zanieczyszczony bromem, Br
2, który można usunąć przepuszczając gaz przez wiórki miedziane lub przez fenol.

## Właściwości
Bromowodór łatwo rozpuszcza się w wodzie tworząc kwas bromowodorowy, który służy do otrzymywania soli – bromków. Jest również używany w syntezie organicznej.

## Zastosowanie
Bromowodór jest wykorzystywany w wielu syntezach chemicznych. Na przykład jest używany w produkcji bromków alkilowych z alkoholi:
R−OH + HBr → R−Br + H
2O
HBr ulega reakcji addycji do alkenów dając bromoalkany – ważną grupę związków bromoorganicznych:
R−CH=CH
2 + HBr → R−CH(Br)sCH
3
HBr ulega także reakcji addycji do alkinów co daje w efekcie bromoalkeny:
RC≡CH + HBr → RC(Br)=CH
2
Addycja HBr do haloalkenów tworzy dihaloalkany. Reakcje tego typu zachodzą zgodnie z regułą Markownikowa:
RC(Br)=CH
2 + HBr → RC(Br
2)−CH
3
Ponadto bromowodór katalizuje wiele reakcji organicznych.